# Стоєнешть (Арджеш)
Стоєнешть, Стоєнешті (рум. Stoenești) — село у повіті Арджеш в Румунії. Адміністративний центр комуни Стоєнешть.
Село розташоване на відстані 117 км на північний захід від Бухареста, 50 км на північний схід від Пітешть, 149 км на північний схід від Крайови, 55 км на південний захід від Брашова.

## Населення
За даними перепису населення 2002 року у селі проживали 836 осіб, усі — румуни. Усі жителі села рідною мовою назвали румунську.